# Сеспедес, Амилькар
Ами́лькар Се́спедес (исп. Amílcar Céspedes; 15 мая 1882, Мело — 13 июня 1940) — уругвайский футболист, вратарь. Выступал за «Альбион» и «Насьональ», а также за сборную Уругвая.

## Биография
Амилькар Сеспедес начинал играть в футбол одновременно с братьями Карлосом и Боливаром, но в отличие от них, ставших нападающими, пробовал себя сперва на позиции центрального полузащитника, а впоследствии выступал в качестве вратаря. Старший из трёх братьев-футболистов, Амилькар пережил Боливара и Карлоса, умерших от оспы в 1905 году, и продолжил играть за «Насьональ». В 1907 году он вернулся в «Альбион», где в конце 1890-х годов начиналась футбольная карьера всех Сеспедесов.

## Достижения
Насьональ
- Чемпион Уругвая: (2) 1902, 1903
- Обладатель Копа Компетенсия: 1903
- Обладатель Кубка Славы: (2) 1905, 1906
- Обладатель Кубка Славы Коусиньер: 1905